# Pink Moon

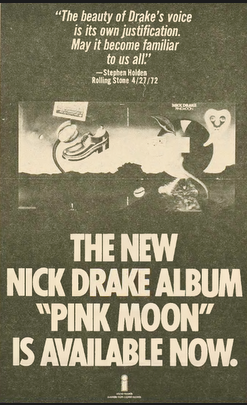
Advertentie voor het album Pink Moon

Pink Moon is het derde en laatste album van de Britse folkzanger Nick Drake. Het album werd opgenomen in minder dan vier uur, wat mogelijk was door de spaarzame instrumentatie: Alle nummers bevatten enkel Nick Drakes zang en gitaarspel, behalve het titelnummer waar later nog een pianopartij aan werd toegevoegd.
De albumcover is een schilderij van Michael Trevithick, de echtgenoot van Nick Drakes zus Gabriëlle.
In het begin had Pink Moon slechts weinig succes, maar na de plotse dood van Nick Drake kreeg het al gauw wereldwijd erkenning, zowel van het brede publiek als muziekjournalisten. Het titelnummer werd in 2000 gebruikt in een reclamespot van Volkswagen, wat resulteerde in een enorme popularisering van zowel het album als de muziek van Nick Drake in het algemeen.

## Nummers
Alle nummers zijn geschreven en gespeeld door Nick Drake
1. "Pink Moon" – 2:06
2. "Place to Be" – 2:43
3. "Road" – 2:02
4. "Which Will" – 2:58
5. "Horn" – 1:23
6. "Things Behind the Sun" – 3:57
7. "Know" – 2:26
8. "Parasite" – 3:36
9. "Free Ride" – 3:06
10. "Harvest Breed" – 1:37
11. "From the Morning" – 2:30

## Muzikanten
- Nick Drake - zang, gitaar, piano
- John Wood - producer